# One Grand Central Place
One Grand Central Place, originalmente el Lincoln Building, es un rascacielos histórico de 53 pisos y 205 m de altura situado en el 60 East la Calle 42 en Midtown Manhattan, Nueva York (Estados Unidos). Limita con Madison Avenue al oeste, East 41st Street al sur y Park Avenue al este. One Grand Central Place se encuentra junto a otros rascacielos, como el Edificio Chrysler, el Edificio MetLife y el nuevo One Vanderbilt, y también tiene un acceso directo desde el interior del edificio a la Terminal Grand Central al norte. A partir de 2021, es el 91.er edificio más alto de la ciudad, vinculado con 277 Fifth Avenue, Barclay Tower y One Court Square.

## Descripción e historia
Diseñado por el arquitecto Kenneth Norton de James Edwin Ruthven Carpenter Jr., el rascacielos se completó en 1930 como el Edificio Lincoln. Entre las características del edificio se encuentran las ventanas góticas en la parte superior. En junio de 2009, el nombre del edificio Lincoln se cambió a One Grand Central Place, y se sometió a 85 millones de dólares de renovaciones, que incluyeron ventanas nuevas, ascensores renovados, pasillos y baños públicos renovados con aire acondicionado y sistemas mejorados en todo el edificio.
En marzo de 2020, One Grand Central Place estuvo en el centro de la primera propagación de persona a persona reportada en Nueva York del SARS-CoV-2 durante la pandemia de COVID-19.

## Escultura de Abraham Lincoln
En 1956, Lawrence Wien compró por 3000 dólares el modelo de bronce de Abraham Lincoln de 0,9 m de Daniel Chester French , con los bocetos utilizados para crear la estatua para el Monumento a Lincoln de su hija, Margaret French Cresson. La escultura se exhibió en el centro de visitantes, ubicado en el vestíbulo, en el mismo año. Cuando el edificio pasó a llamarse One Grand Central Place en 2009, el modelo fue retirado y prestado a Chesterwood Estate en Stockbridge, Massachusetts. Se volvió a exhibir el 15 de abril de 2015.